# Berkant Göktan
Berkant Göktan (München, 12 december 1980) is een voormalige Duits-Turkse profvoetballer die bij voorkeur als aanvaller speelde.

## Carrière
Göktan gold jaren als een talent. Mede hierdoor haalde toenmalig trainer Giovanni Trapattoni van FC Bayern München hem in 1997 als 17-jarige bij de selectie. De jonge Duitse Turk kon nooit doorbreken. Na verhuurperiodes keerde hij terug in München. In die tijd maakte hij wel furore bij het voetbalelftal onder 21 van Turkije. De scouts van Galatasaray SK waren gecharmeerd van de aanvaller en zodoende nam Cim-bom de speler onder contract. Ook in Turkije kon de aanvaller de grote beloftes niet waar maken en zijn periode bij Galatasaray werd een grote teleurstellig. Berkant besloot in Turkije te blijven en tekende bij rivaal Beşiktaş. Na een paar wedstrijden werd Göktan teruggestuurd naar het reserveteam.
Na ook een seizoen te hebben gespeeld bij Kaiserslautern ging Göktan terug naar München. Deze keer ging hij niet voor Bayern spelen maar voor 1860 München. In oktober 2008 ging het weer mis. Göktan werd betrapt op het gebruiken van cocaïne en werd per direct ontslagen door de Zuid-Duitse club.